# لوکسوپروفن
لوکسوپروفن (انگلیسی: Loxoprofen) یک داروی ضدالتهابی غیراستروئیدی (NSAID) در گروه مشتقات اسید پروپیونیک است که شامل ایبوپروفن و ناپروکسن نیز می‌شود. این دارو در برخی کشورها برای تجویز خوراکی موجود است. در ژانویه ۲۰۰۶ یک داروی ترانس پوستی برای فروش در ژاپن تأیید شد. در سال ۲۰۰۸ و ۲۰۱۰ برنامه فرمولاسیون نوار و ژل دارویی دنبال شد.
این دارو در سال ۱۰۷۷ ثبت اختراع شد و در سال ۱۹۸۶ برای استفاده پزشکی تأیید شد.

## فارماکوکینتیک
لوکسوپروفن یک پیش‌دارو است. پس از مصرف خوراکی به سرعت به متابولیت ترانس الکلی فعال خود تبدیل می‌شود و در عرض ۳۰ تا ۵۰ دقیقه به حداکثر غلظت پلاسمایی خود می‌رسد.

## مکانیسم عمل
مانند اکثر NSAIDها، لوکسوپروفن یک مهارکننده غیرانتخابی سیکلواکسیژناز است و با کاهش سنتز پروستاگلاندین‌ها از اسید آراشیدونیک عمل می‌کند.

## تداخلات
لوکسوپروفن نباید همزمان با آنتی‌بیوتیک‌های کینولون نسل دوم مانند سیپروفلوکساسین و نورفلوکساسین تجویز شود، زیرا مهار گابا را افزایش می‌دهد و ممکن است باعث تشنج شود. همچنین ممکن است غلظت پلاسمایی وارفارین، متوترکسات، مشتقات سولفونیل اوره و نمک‌های لیتیوم را افزایش دهد، بنابراین هنگام تجویز لوکسوپروفن برای بیمارانی که هر یک از این داروها را مصرف می‌کنند باید مراقب بود.